# Apollo 12
Apollo 12 var den sjette bemandede mission i Apollo-programmet og den anden, der landede på Månen.

## Beskrivelse af missionen
Apollo 11 var landet langt uden for det planlagte landingsområde. Derimod foretog Apollo 12 en præcisionslanding den 19. november i Stormenes Hav i umiddelbar nærhed af Surveyor 3, der var landet på Månen i april 1967. Astronauterne blev på Månen i 31½ time hvor de indsamlede prøver af Månen og afmonterede nogle dele fra Surveyor 3, så de kunne blive undersøgt.
Man medbragte et farve TV-kamera (i stedet for det sort-hvide, der havde været med på Apollo 11). Men da Bean skulle sætte det op på Månen kom han til at vende linsen mod Solen, så kameraet blev ødelagt. Der kom derfor stort set ingen tv-billeder tilbage fra Månen under denne mission.

## Efterskrift
Kommandomodulet er udstillet på Virginia Air and Space Center, Hampton, Virginia og månelandingsmodulets øvre trin styrtede ned på Månen den 20. november 1969 på 3,94 S, 21,20 V, for at kalibrere det automatiske seismometer på landingsområdet.

## Besætning
- Charles Conrad, kaptajn
- Richard Gordon, kommandomodulpilot
- Alan Bean, pilot på månelandingsfartøj